# Archanda
El monte Archanda (en euskera Artxanda mendia) es una de las dos cadenas montañosas que delimitan el municipio de Bilbao, la capital de Vizcaya, siendo la otra Pagasarri.
De las dos es la más baja (algo menos de 300 m), la más cercana al centro de la ciudad, y la que sufrió una urbanización más intensa. El paso de Santo Domingo separa la parte principal de Archanda con el monte Avril, de 400 m.

## Zona turística
Es una atracción turística más de la villa, bastante popular entre quienes quieren admirar las vistas panorámicas de la ciudad, disfrutar de espacios verdes, practicar deportes y visitar la oferta gastronómica de la cima.

### Remodelación
El 13 de octubre de 2020 fue inaugurado el parque donde se integran el mirador, la escultura de La Huella y la fuente central, así como previamente las tres rotondas en la BI-3741. Todo ello dentro de la planificación progresiva destinada a recuperar la zona.
El 12 de noviembre de 2021, el Ayuntamiento de Bilbao dio inicio a las obras del Paseo Mirador de Archanda, un recorrido de más de seis kilómetros entre Deusto y Santo Domingo que tiene como objetivo convertir la carretera BI-3741 en un espacio urbano provisto de un itinerario peatonal seguro a lo largo de todo el recorrido, con nuevas zonas estanciales y miradores. El plazo de ejecución se estableció en 16 meses.

## Funicular
El funicular de Archanda es un medio de transporte que comunica la ciudad con la cima del monte Archanda permitiendo una rápida ascensión al mismo.

## Galería

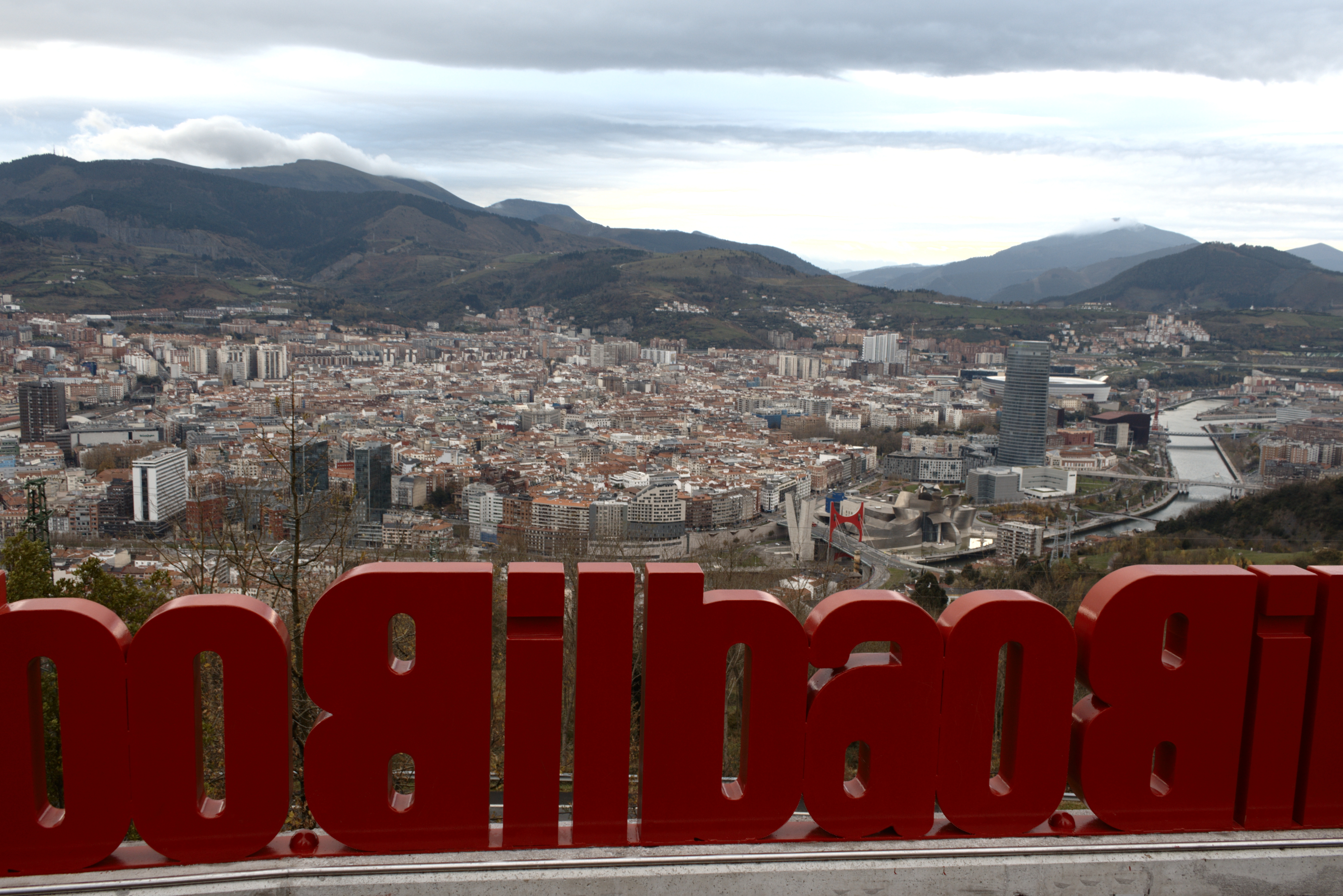
Mirador
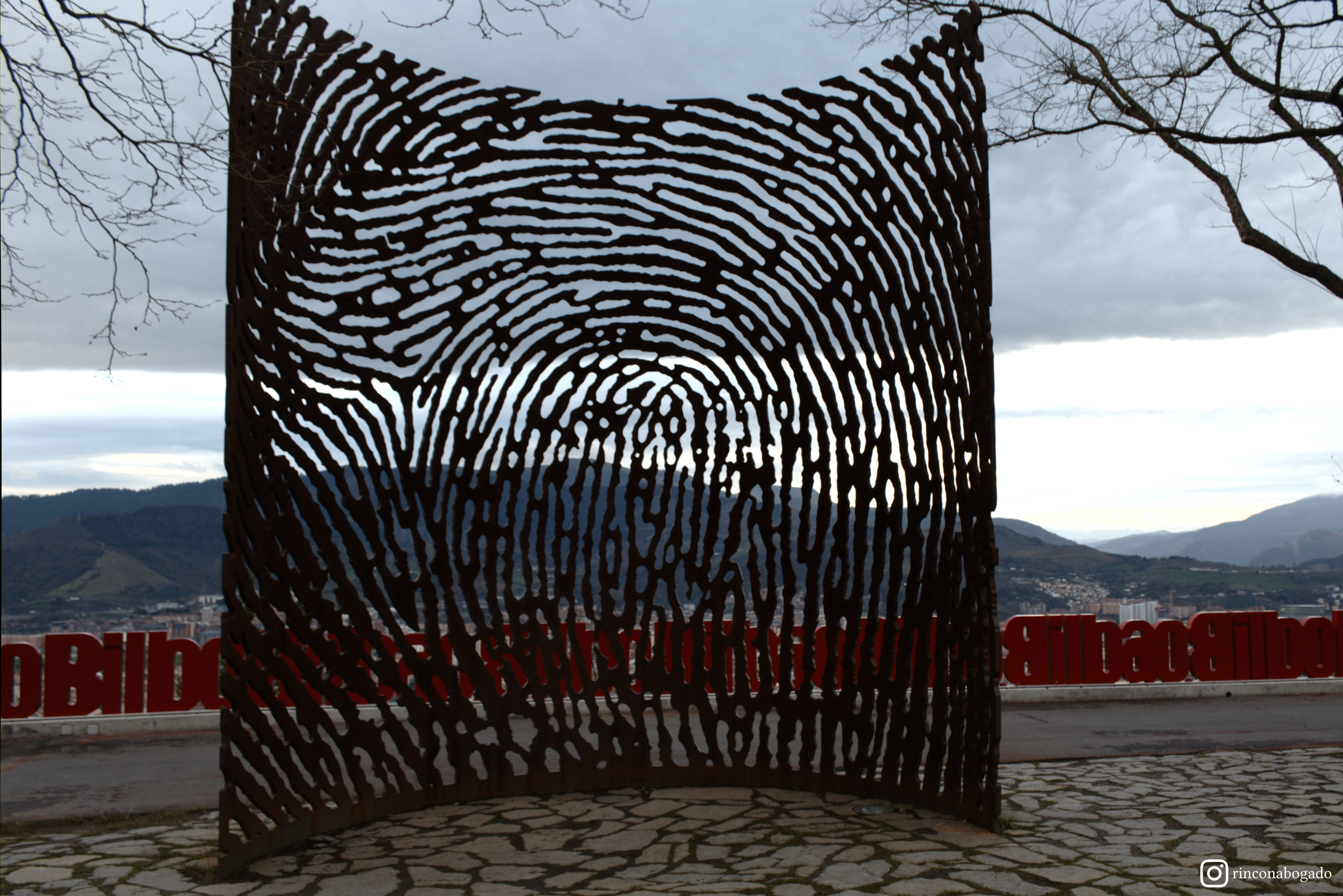
La huella
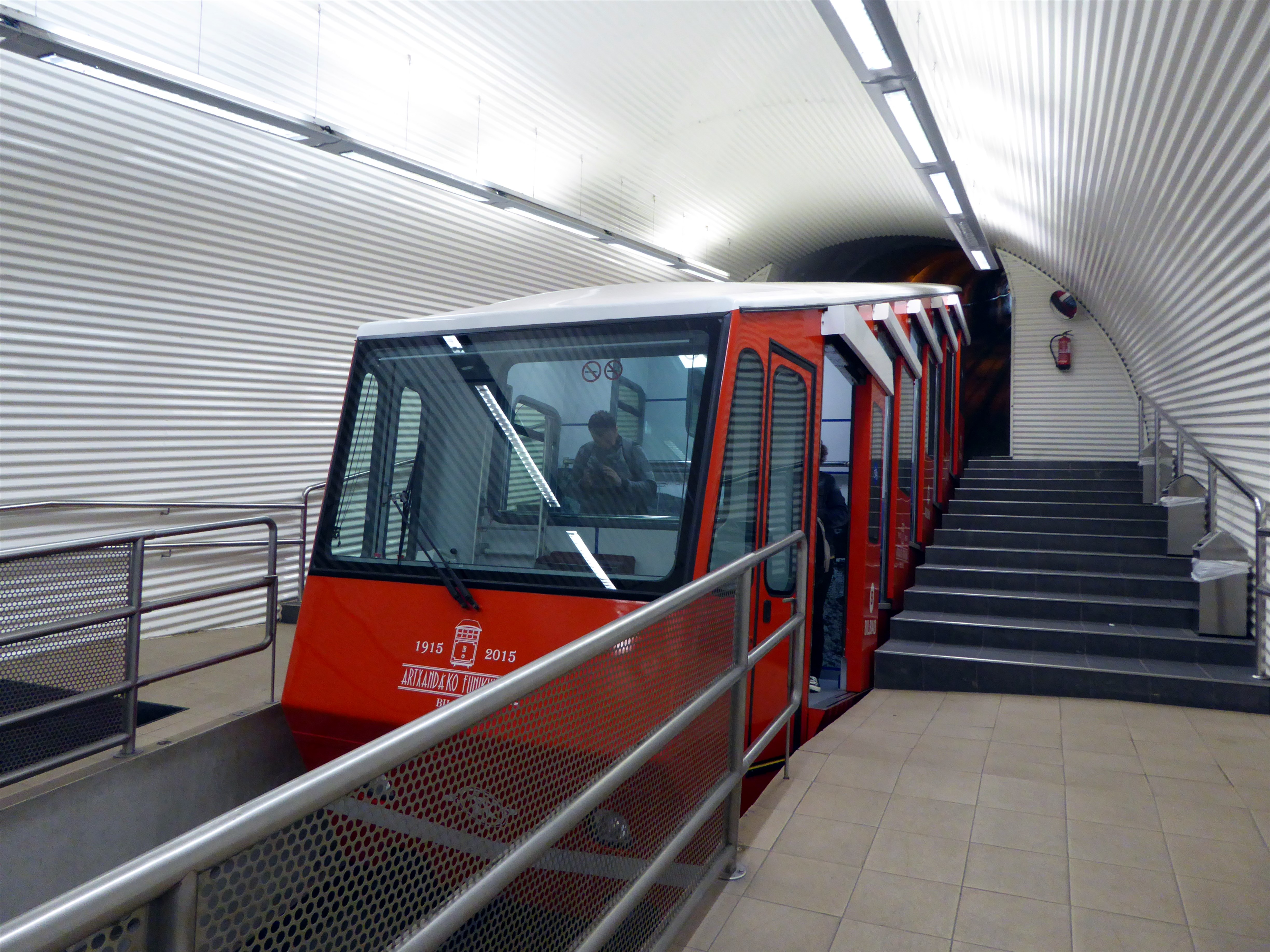
Funicular
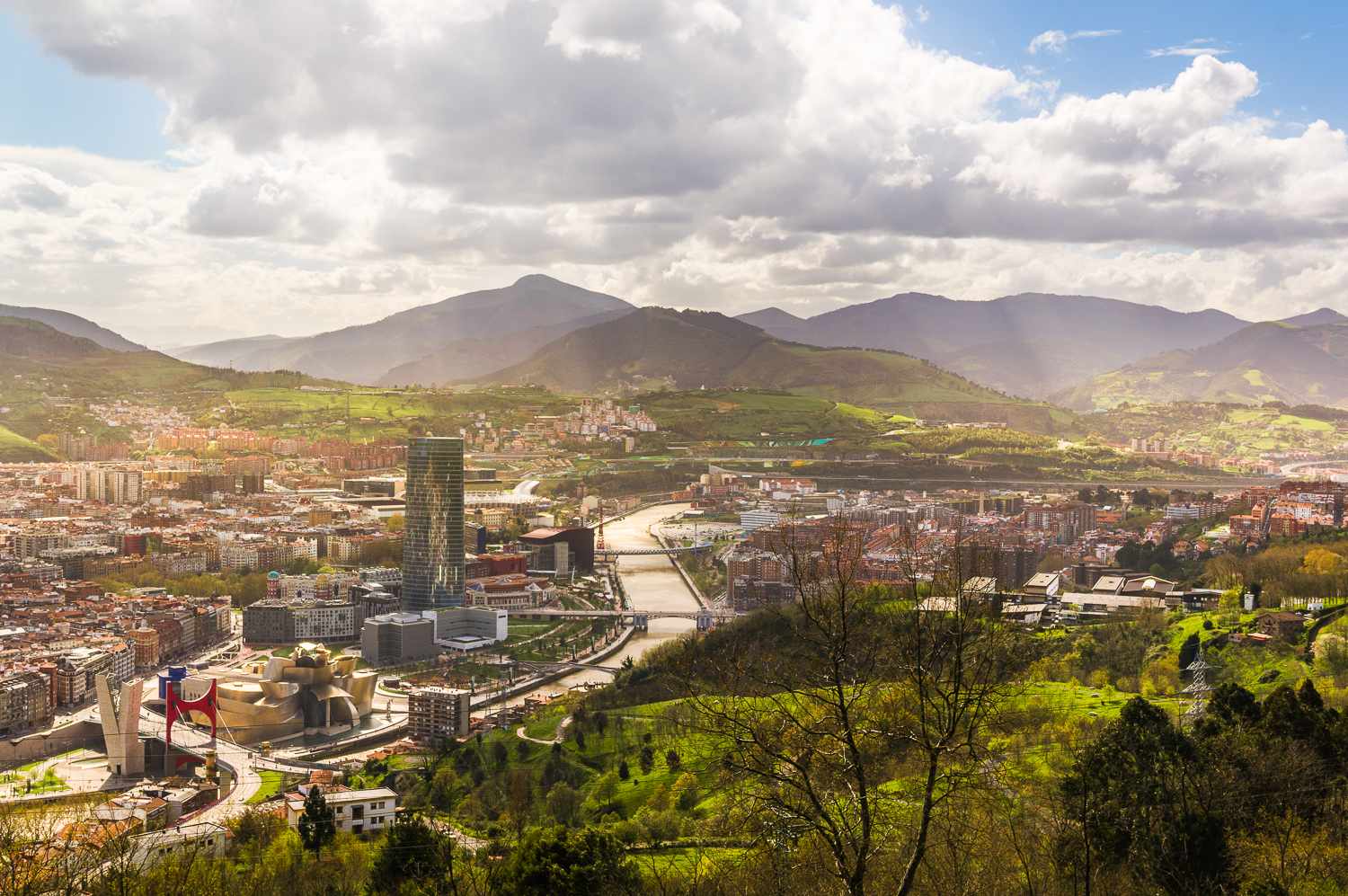
Vistas de Bilbao desde Archanda